# Ara Pacis

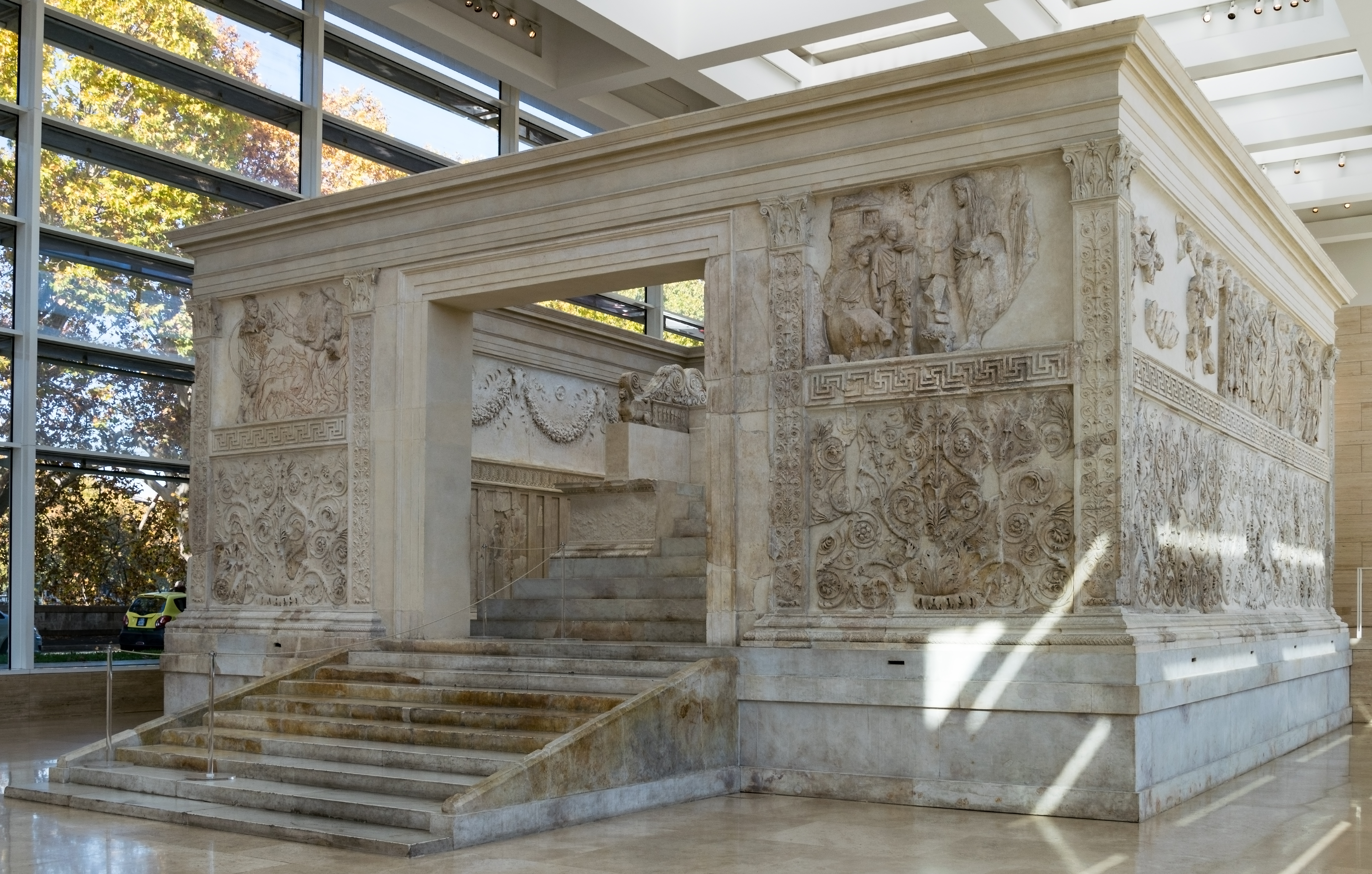
Die Ara Pacis in Rom

Die Ara Pacis Augustae (lateinisch „Altar des Augusteischen Friedens“ oder „Altar der Friedensgöttin Pax Augusta“) ist ein Monument in Rom. Es wurde 13 v. Chr. vom römischen Senat in Auftrag gegeben und dem siegreichen Kaiser Augustus gewidmet. Es war der erste Versuch, darzustellen, wie ein kaiserliches Friedenskonzept nach jahrelangen Bürgerkriegen und inneren Konflikten aussehen könnte.

## Baugeschichte
Der römische Senat widmete den Altar im Jahre 13 v. Chr. dem ersten römischen Kaiser Augustus, der nach seinen Siegen über Spanien und Gallien nach Rom zurückgekehrt war. Geweiht wurde der Altar am 30. Januar 9 v. Chr., dem Geburtstag von Livia, der Gemahlin des Augustus. Der Altar versucht Frieden und Wohlstand als Ergebnis der Pax Augusta, der Göttin des Friedens, darzustellen. Die Ara Pacis ist zugleich das erste Denkmal einer öffentlichen politischen Selbstdarstellung eines römischen Herrschers. Da sich die Julisch-Claudische Dynastie auf Aeneas bezieht, konnte man sich zur Legitimation des Machtanspruchs auf göttliche Abstammung berufen, da in der Mythologie Aeneas Sohn des Anchises und der Göttin Venus war. Einige Münzen aus der Zeit Neros zeigen den Altar (RIC II, Nr. 418 und 456–461).
Ursprünglich befand sich der Altar zwischen der Via Flaminia (heute Via del Corso) und der Via in Lucina in der Nähe der heutigen Kirche San Lorenzo in Lucina auf dem Marsfeld und bildete dort mit dem Augustusmausoleum und dem Solarium Augusti eine Einheit. Dabei war der Bau so platziert, dass der Schatten der Obeliskspitze des Solarium Augusti an Augustus’ Geburtstag über den Tagesverlauf genau auf die Mitte der Ara Pacis zuwandert.
Nahe am Tiber gelegen, wurde die Ara Pacis im Laufe der Zeit von Hochwässern heimgesucht und geriet – verfallen, unter Schlamm begraben und später überbaut – schließlich in Vergessenheit.

## Aufbau und Ikonographie

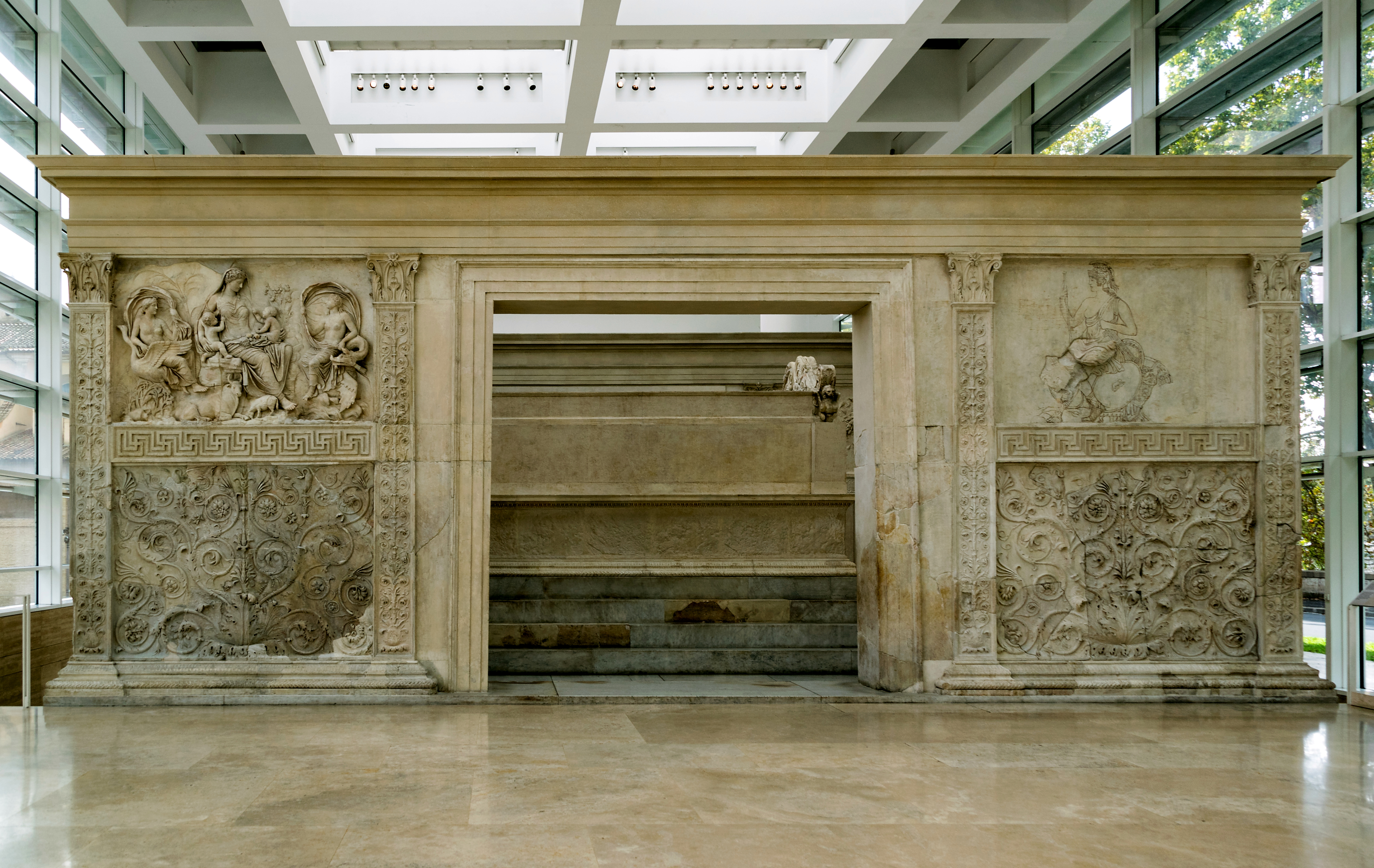
Die Ara Pacis (Rückseite)

Das Monument steht auf einem flachen, mit 11,63 × 10,62 m nahezu quadratischen Podium, dem eine neunstufige Freitreppe vorgelagert ist. Im Zentrum der Anlage erhebt sich der von vier Wänden eingefriedete Opferaltar. An Vorder- und Rückseite weist die Umfriedung 3,60 m breite und ebenso hohe Zugänge auf. Die Außenseiten sind vollständig von fein ziselierten Reliefs bedeckt. Auch die Innenwände tragen Bildschmuck: Friese aus Bukranien und Girlanden, die über einem stilisierten Palisadenzaun angebracht und um Opferschalen oberhalb der Girlanden bereichert sind. Der ganze Altar ist aus Carrara-Marmor gearbeitet. Die hohe Genauigkeit lässt auf griechische Künstler schließen.
Die äußeren Relieffriese der Umfassungsmauer sind auf allen vier Seiten in zwei Register gegliedert. Über einem mäanderartigen Band aus Akanthusblättern, üppig rankenden Pflanzen und darin hausenden Kleintieren und Vögeln bewegt sich auf den beiden seitlichen Wänden in Richtung auf den Eingang zu je eine Opferprozession entsprechend der traditionellen römischen Frömmigkeit. An der linken, der Nordseite, stellt sie, nur lückenhaft erhalten, einen Zug von Frauen und Kindern, Senatoren, Magistraten und Priestern dar. Manche bringen Opfertiere, einige haben als traditionelle Geste des Respekts vor den Göttern bei einem Tieropfer ihre Haupt mit der Toga verhüllt. Andere tragen Lorbeerkränze, das traditionelle Symbol des Sieges. Auf der gegenüberliegenden Seite ist der Festzug der Kaiserfamilie zur Opferhandlung bei der Grundsteinlegung zu sehen: nach einer zerstörten Partie Augustus, der als Opfernder seine Toga wie eine Kapuze über den Kopf gezogen hat, vier Flamines und weitere identifizierbare Angehörige der Familie.
Der Reliefschmuck der Vorder- und der Rückseite ist durch Eingang und Ausgang unterbrochen. Links vom Eingang war das Lupercal dargestellt, die Grotte, in der die kapitolinische Wölfin Romulus und Remus gesäugt haben soll. Nur wenige Reste sind erhalten, durch Umrisszeichnungen ist das Verlorene z. T. angedeutet: Mars, Faustulus, die Wölfin und die Zwillinge Romulus und Remus. Rechts vom Eingang ist Aeneas beim Opfer zu sehen mit Opferdienern und einem Schwein als Opfertier.
Auf der Rückseite zeigt das Relief links vom Ausgang in einem ländlichen Ambiente im Zentrum eine sitzende Frau, gedeutet als Personifikation des Friedens oder des italischen Landes, der Saturnia tellus, mit zwei kleinen Kindern. Daneben sitzen zwei Frauenfiguren, als Allegorien der Land- und der Meerwinde kenntlich. Unterhalb dieser Figuren entspringt links, angedeutet durch die Quellurne, in einer Berg- und Waldvegetation ein Fluss, an dessen Ufer ein Rind sich lagert und ein Schaf weidet. Das Bild rechts des Ausgangs ist fast gänzlich zerstört. In Entsprechung zur linken Szene dürfte es die Göttergestalt Roms, die dea Roma, dargestellt haben. Der Altar diente einmal jährlich als Opferstätte, am Jahrestag der Rückkehr des siegreichen Augustus.

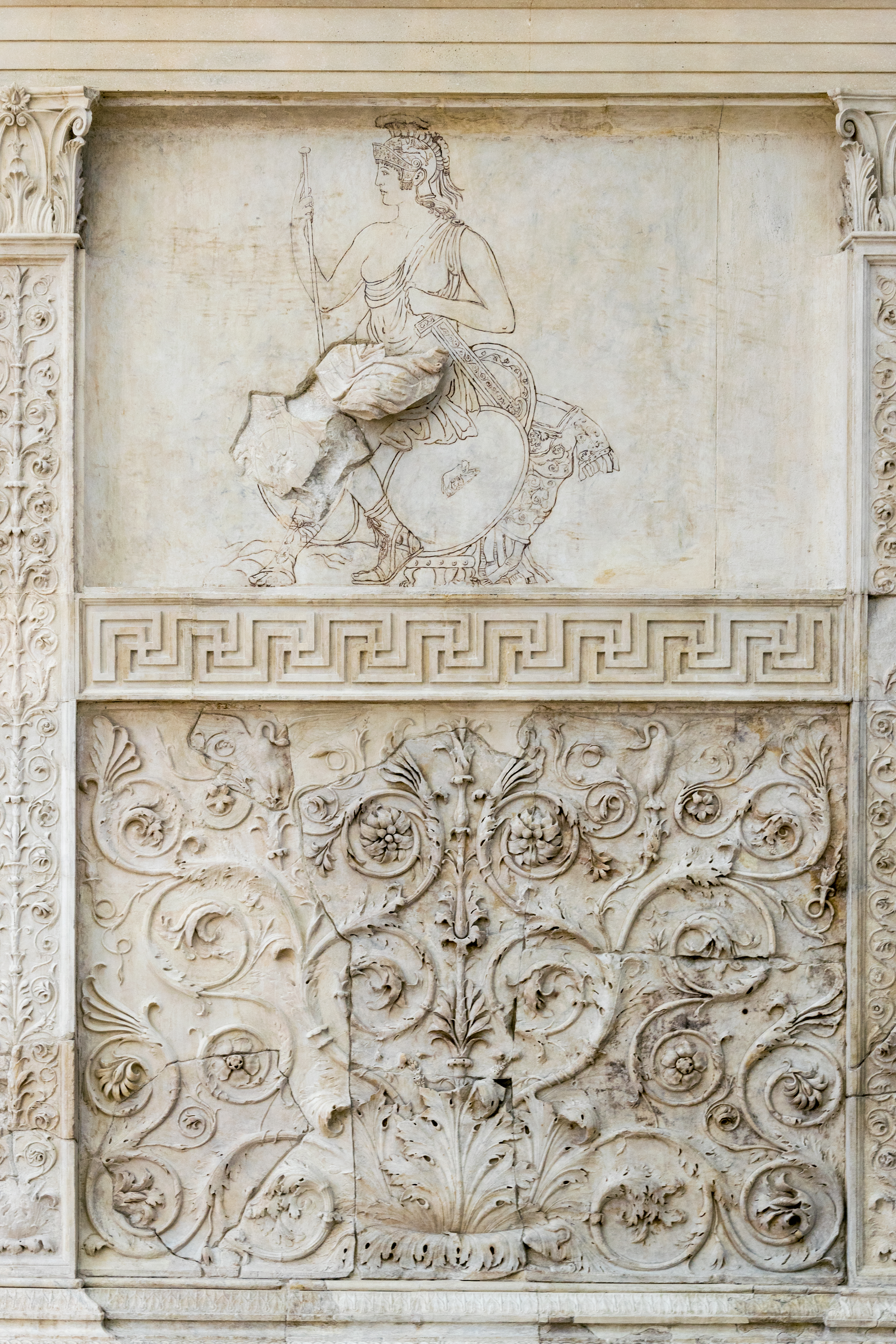
Die Stadtgöttin Roma (Ostseite, rechte Schmalseite)
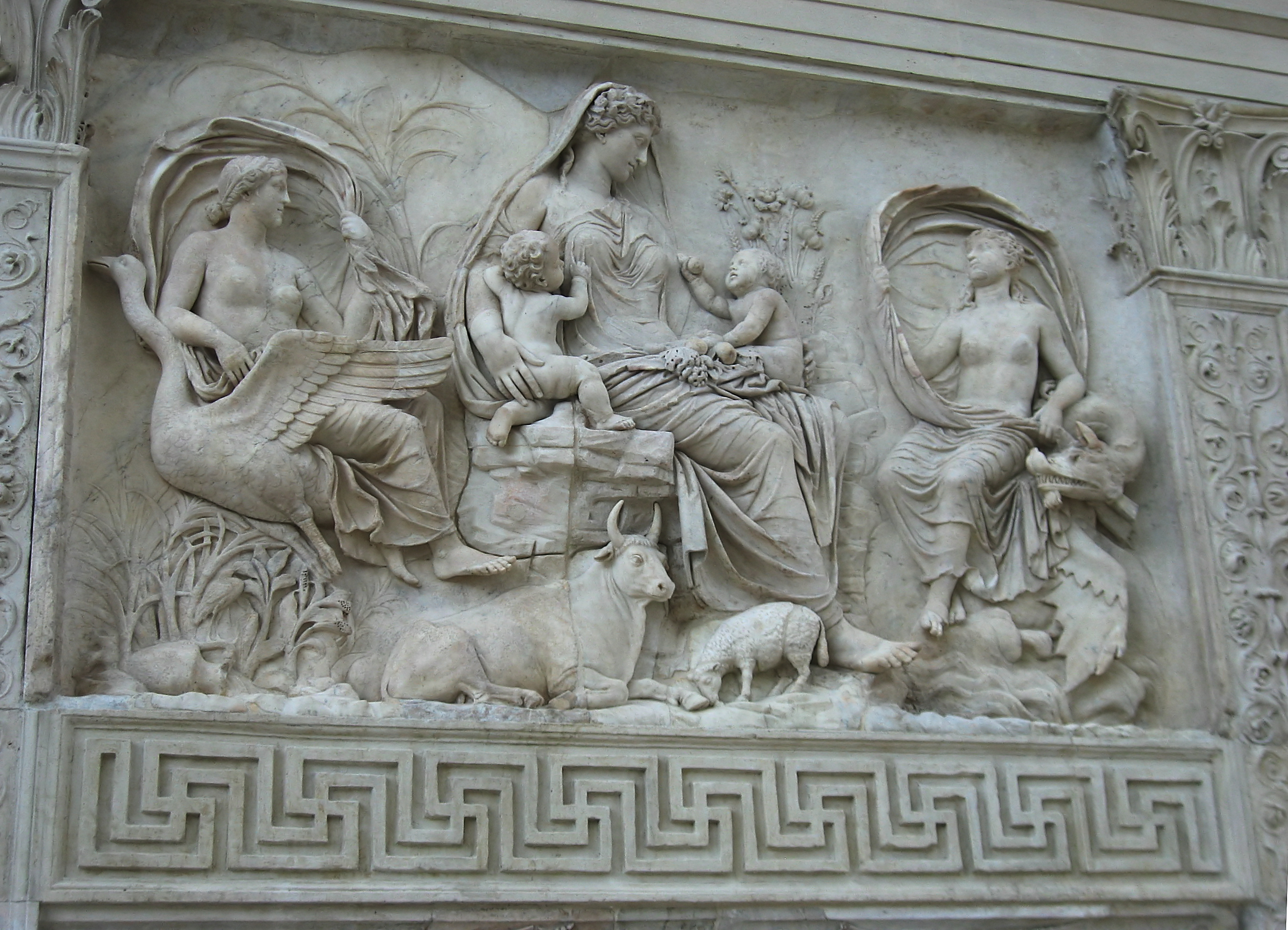
Allegorisches Relief: Tellus zwischen den Personifikationen der Land- und der Meerwinde (Ostseite, linke Schmalseite)
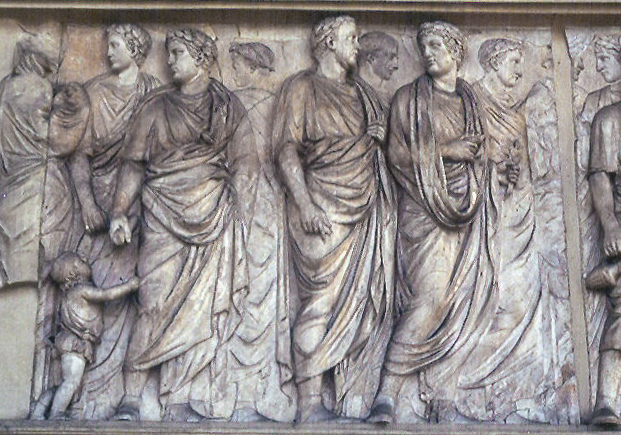
Opferprozession (Relief an der Nordseite, linker Teil)
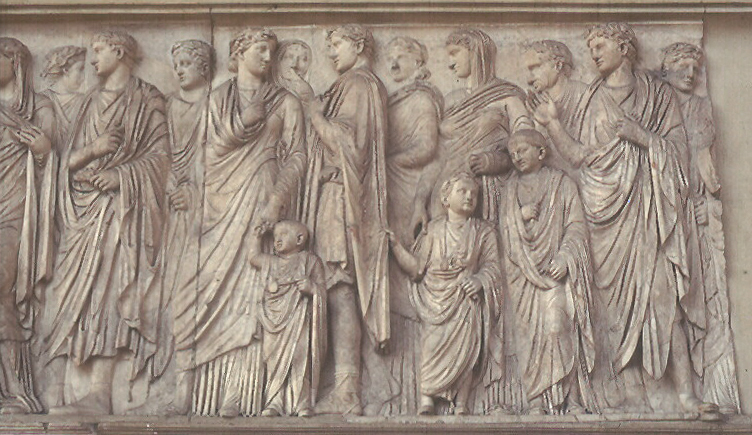
Opferprozession (Relief an der Südseite)
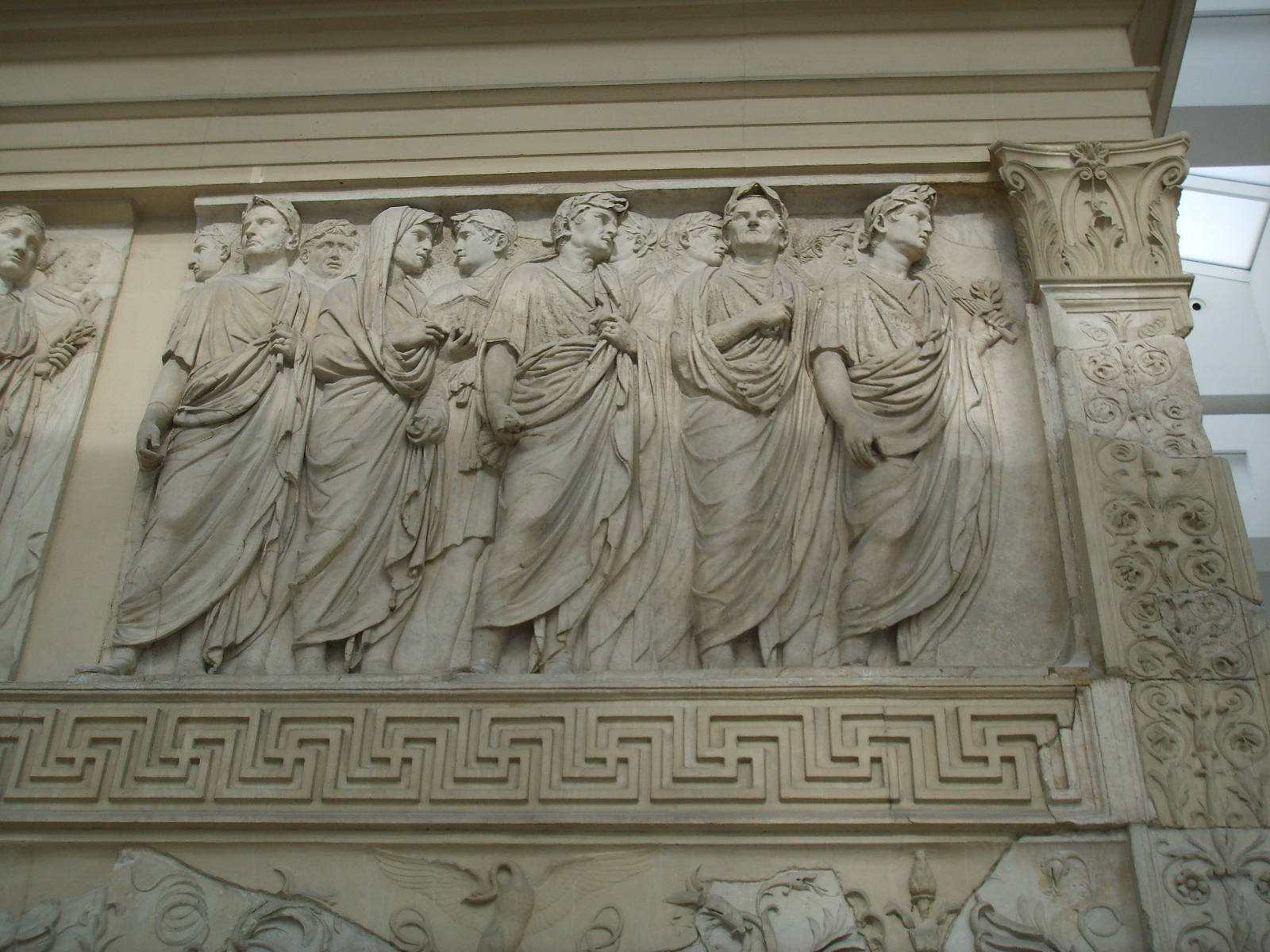
Opferprozession (Relief an der Nordseite, rechter Teil)
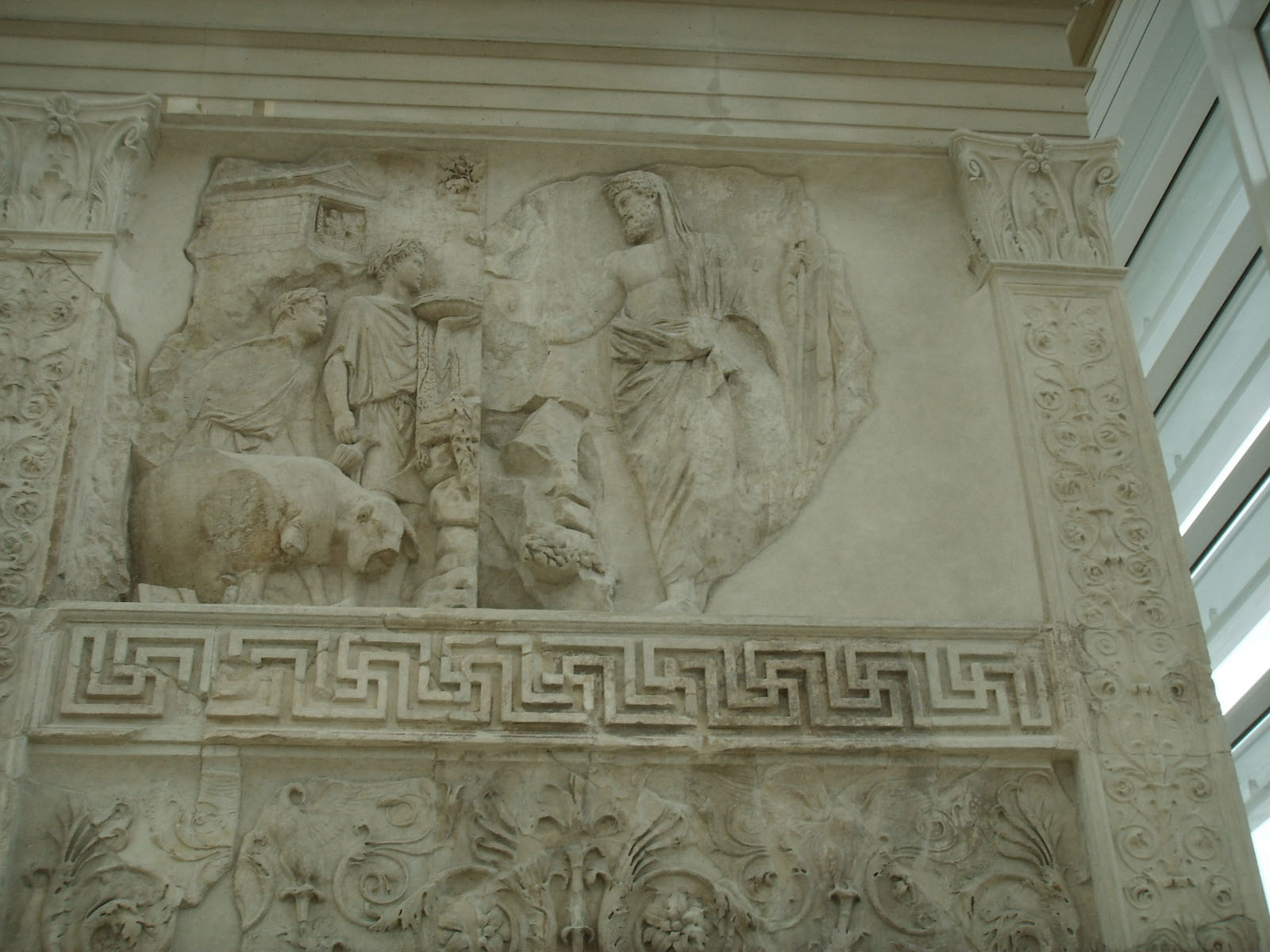
Der opfernde Aeneas (Westseite, rechte Schmalseite)
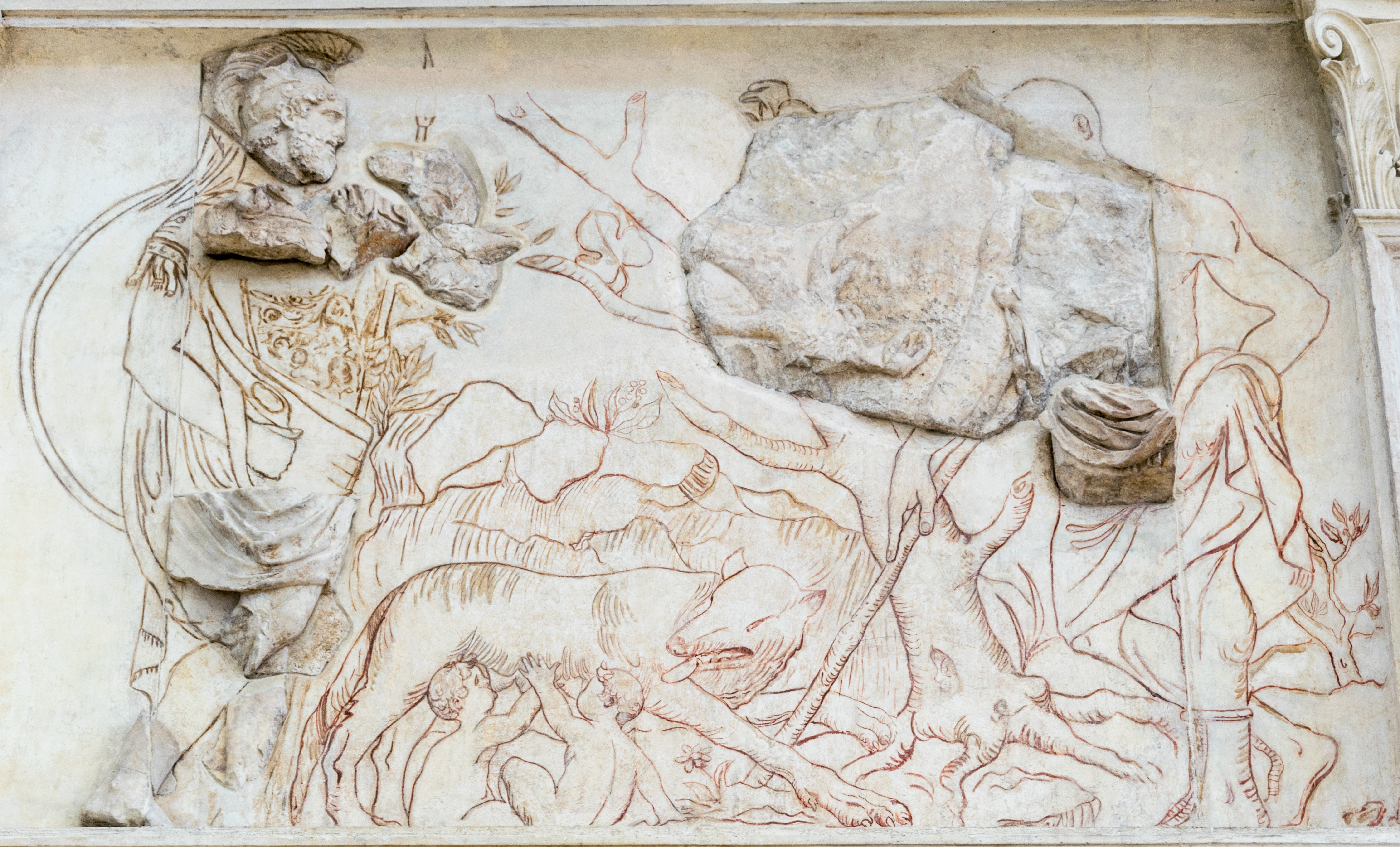
Die säugende Wölfin mit Mars und Faustulus (Westseite, linke Schmalseite)
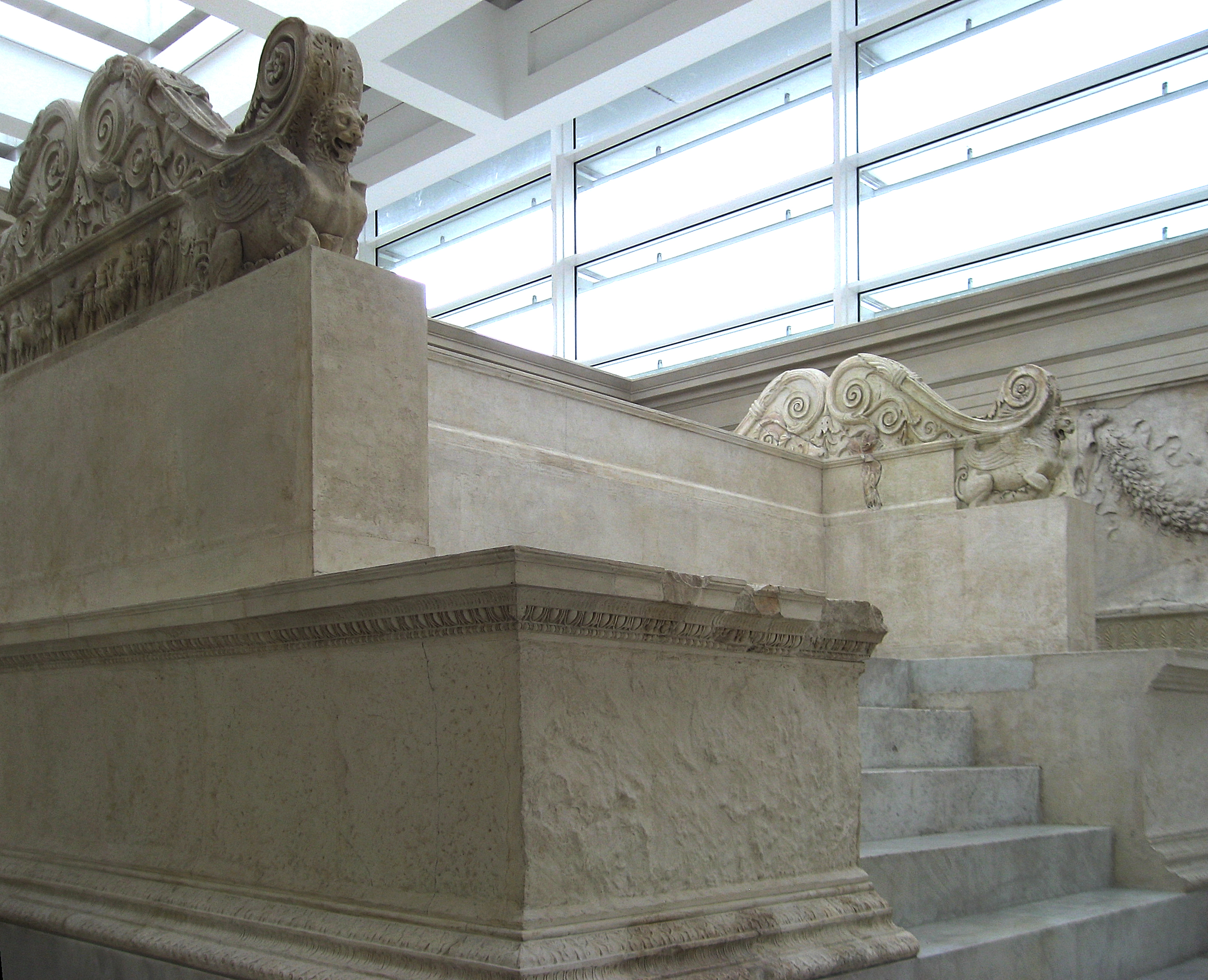
Linke westliche Ecke des eigentlichen Altars innerhalb der Umfassungsmauer
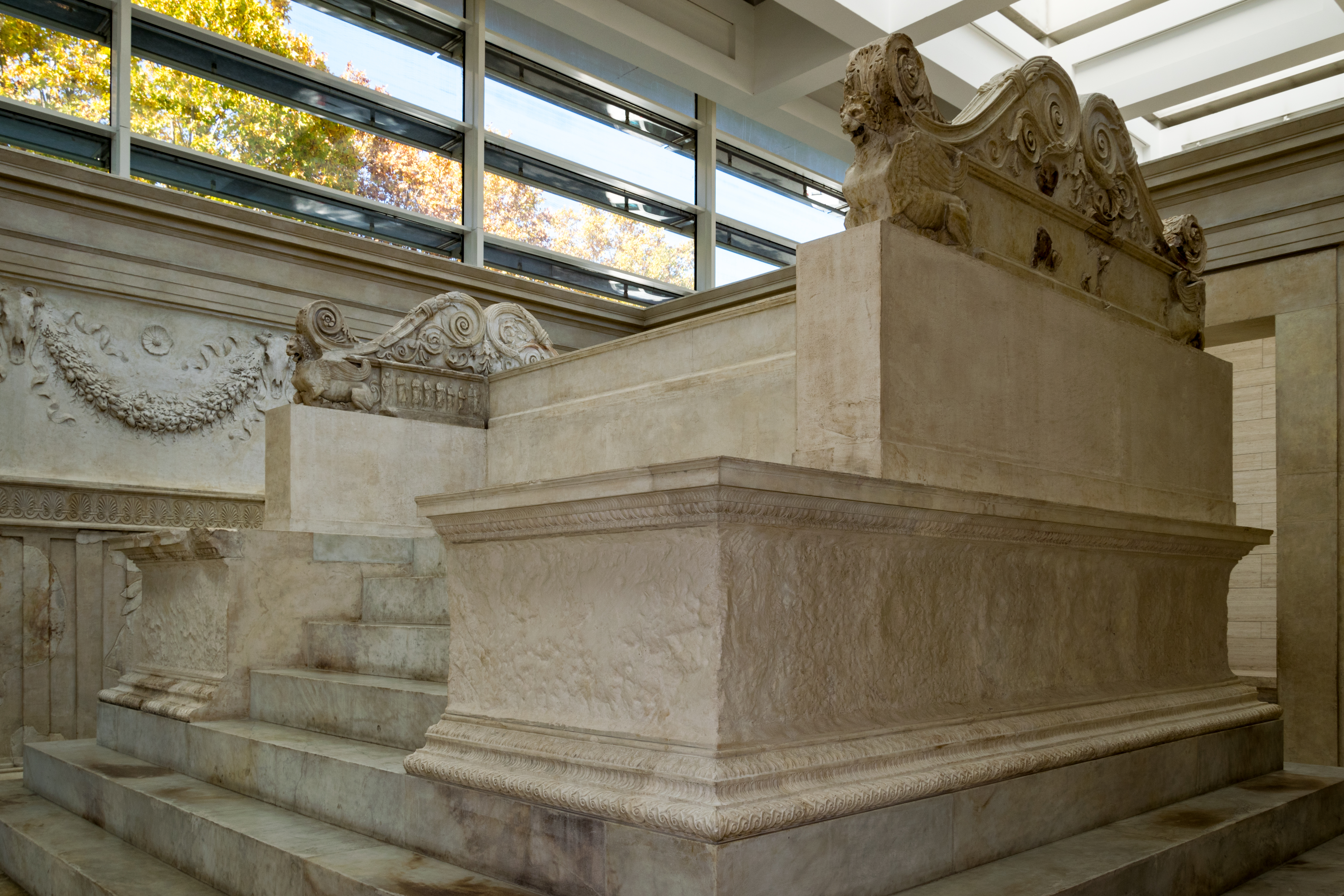
Rechte westliche Ecke des Altars
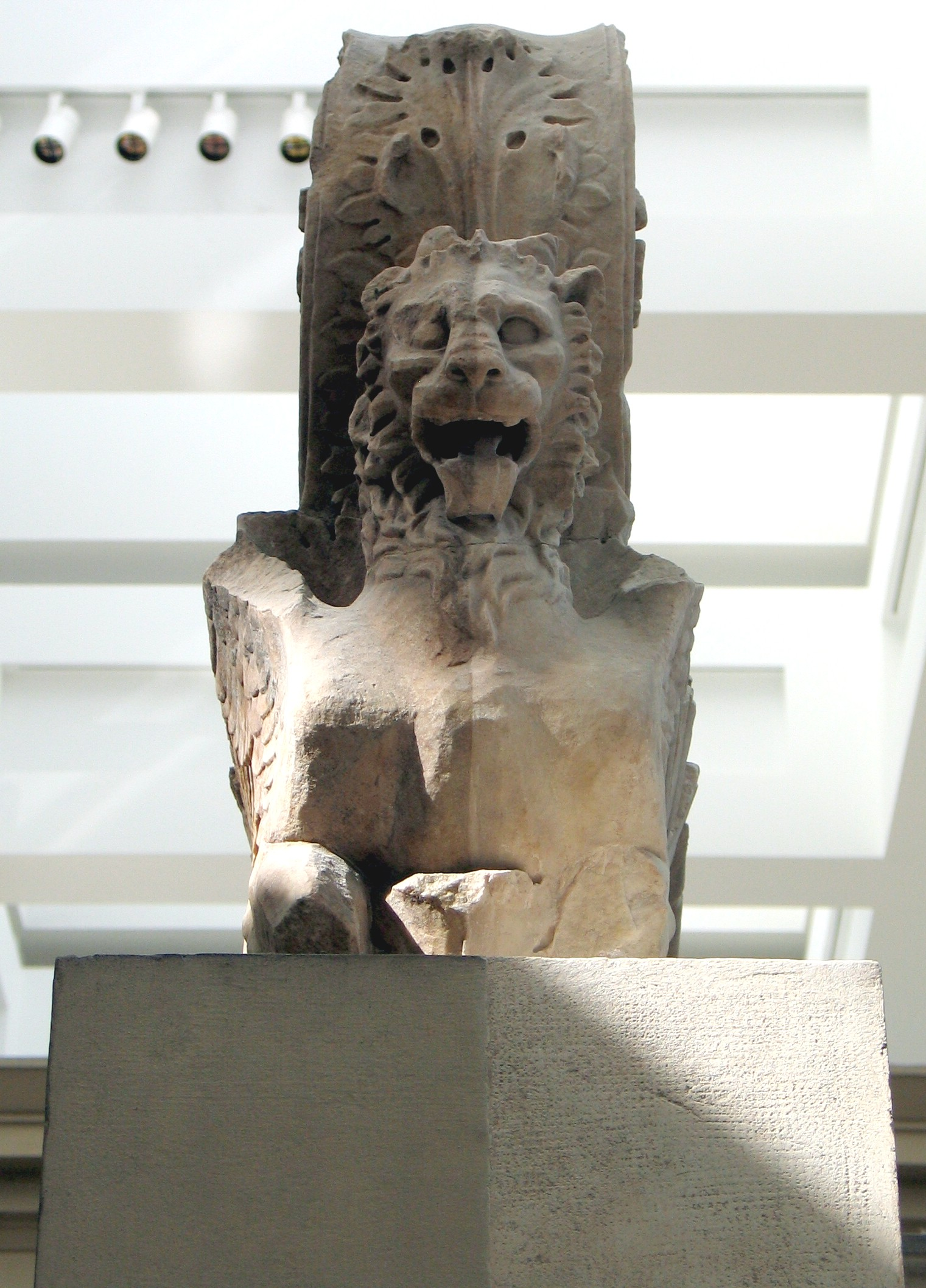
Löwendetail an der Altarkrone der linken westlichen Ecke

## Fundgeschichte
Im 16. Jahrhundert entdeckte man beim Bau des Palazzo Peretti zunächst einzelne Reliefstücke, die bald an verschiedene Orte, etwa die Villa Medici, nach Florenz und in den Louvre gebracht wurden. Im 19. Jahrhundert wurden dann weitere Teile gefunden, und 1903 begann man unter der Leitung von Giacomo Boni mit systematischen Grabungen.
Das faschistische Regime unter Benito Mussolini beschloss, im Rahmen einer großen, von den eigenen imperialen Ansprüchen propagandistisch geprägten Ausstellung zum zweitausendsten Geburtstag des Kaisers Augustus den Altar wieder zu errichten. Geplant und durchgeführt wurde das Vorhaben von Giuseppe Moretti. Die dazu erforderliche Bergung der Reste des Altars war damals eine technische Besonderheit: Um den noch immer darüber befindlichen Palazzo zu erhalten, wurde dieser aufwändig unterhöhlt und der Bereich um den Altar für die Zeit der Ausgrabungen durch eine Wand aus gefrorener Erde von der Umgebung isoliert.
Die geborgenen Stücke wurden mit den z. T. bereits in alle Welt zerstreuten früheren Funden wieder zusammengesetzt und – wo deren Rückgabe nicht zu erreichen war – zumindest um Gipsabgüsse der Originale zum fast vollständigen Altar ergänzt.

## Ara-Pacis-Museum

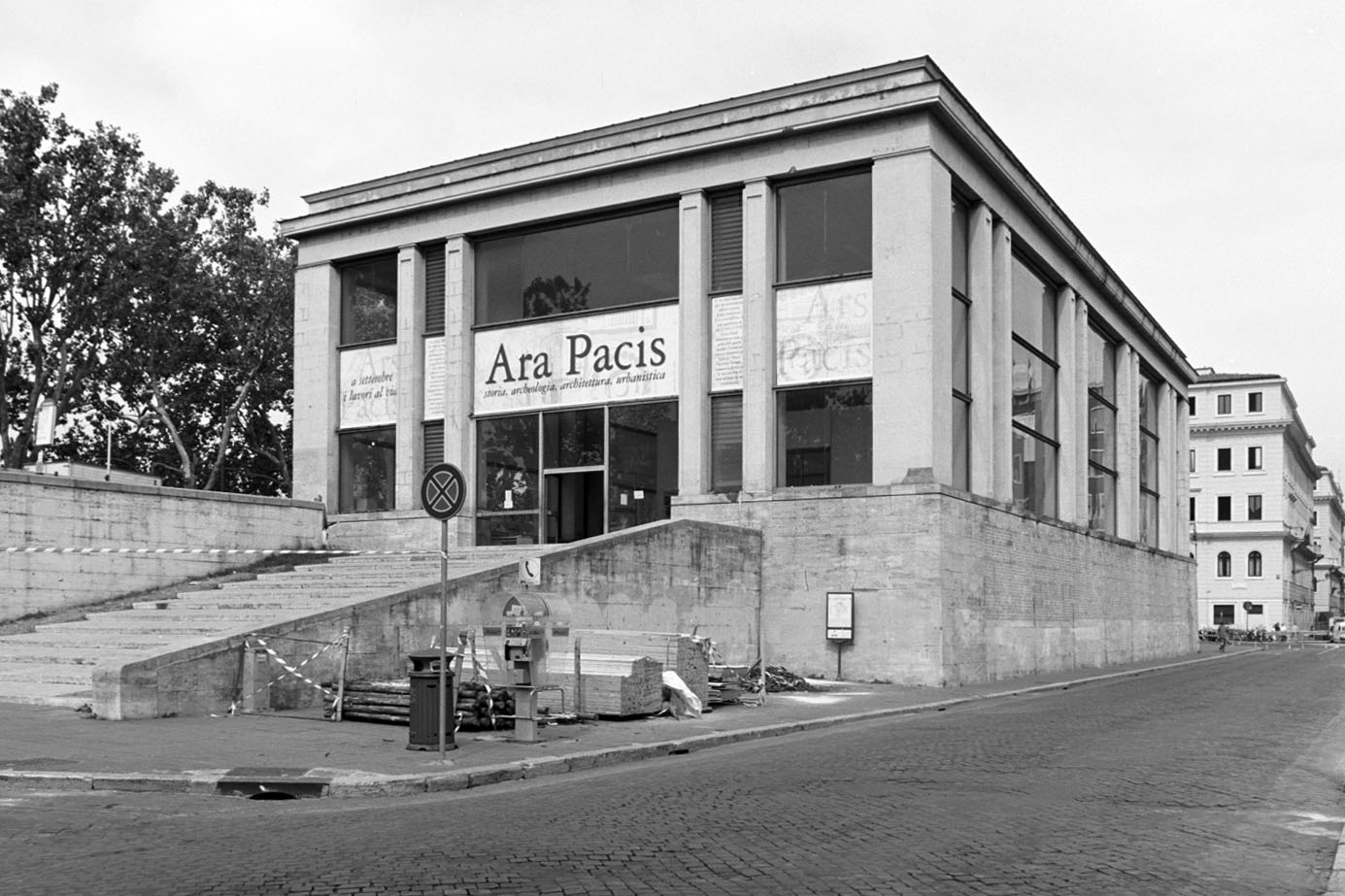
Der Pavillon von 1938 nach der Renovierung 1970

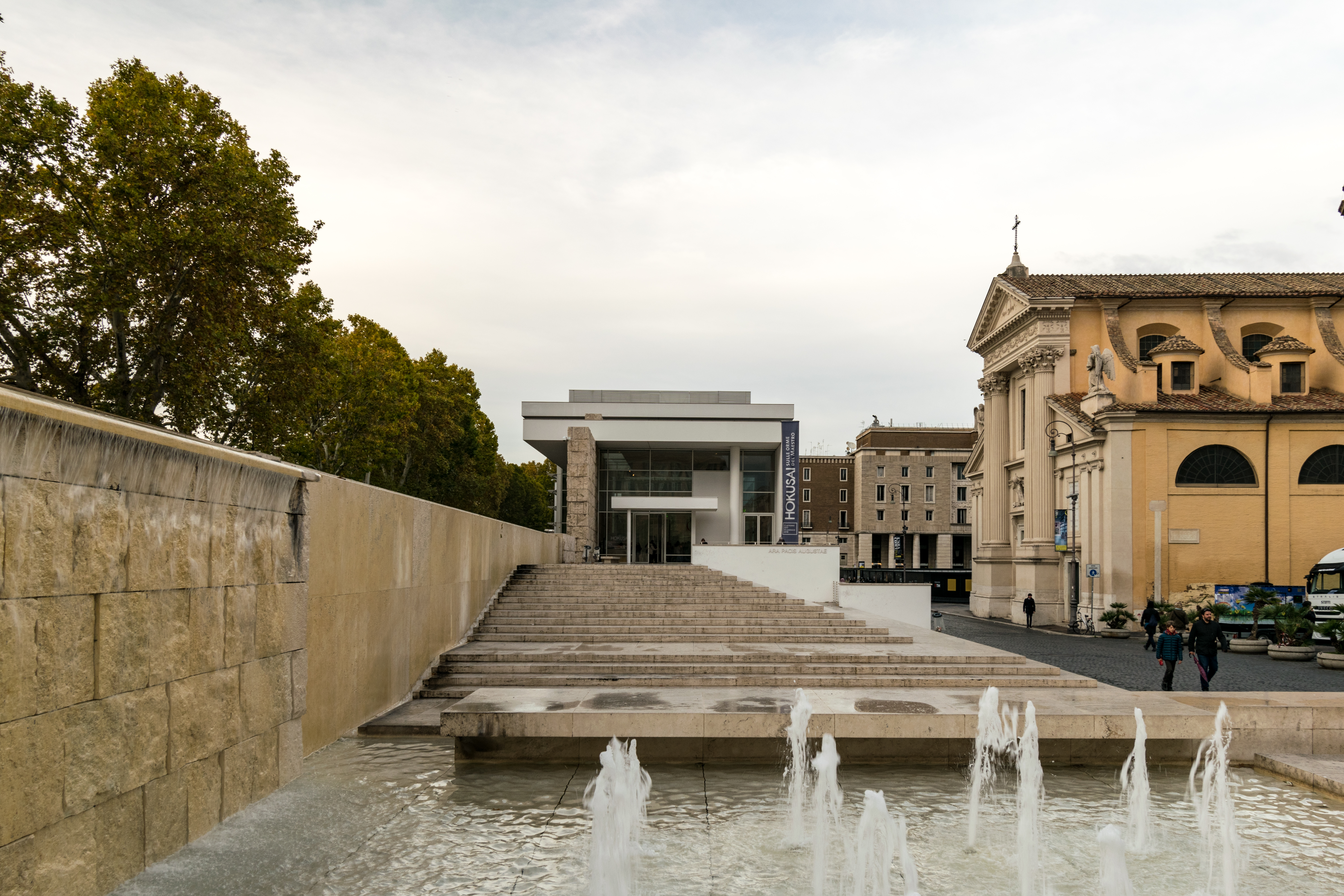
Die Straße Via di Ripetta im November 2017 in Rom. Rechtsseitig befindet sich die Kirche San Rocco. Linksseitig ist etwas weiter oben das Ara-Pacis-Museum.

Im Jahr 1938 erhielt der rekonstruierte Altar einen schützenden Pavillon am Tiberufer, wurde allerdings bei der Aufstellung um 90° gedreht. Während bei der ursprünglichen Ausrichtung nach Osten der Eingang auf der Westseite lag, ist er heute im Süden. Mit dieser unhistorischen Anordnung wurde erreicht, dass sich der Relieffries mit der Opferprozession der Kaiserfamilie gegenüber dem unmittelbar benachbarten Augustusmausoleum befindet.
Im Frühjahr 2006 wurde am selben Ort der neue Glasbau des Museo dell’Ara Pacis, geplant vom Architektenbüro Richard Meier & Partners, eröffnet. Er soll den Altar nun besser vor Überhitzung und Umweltverschmutzung schützen.
Dabei wurde die unhistorische Orientierung von 1938 beibehalten.
Das neue Bauwerk der amerikanischen Architekten war unter den Einwohnern Roms stark umstritten. Bürgermeister Gianni Alemanno drohte im Wahlkampf zu den Parlamentswahlen in Italien 2008 sogar, das neue Museum wieder abreißen zu wollen.
Die beiden antiken Gebäude im Zentrum der Piazza Augusto Imperatore prägen heute den Platz.